# Badiza despecta
Badiza despecta är en fjärilsart som beskrevs av Walker 1865. Badiza despecta ingår i släktet Badiza och familjen nattflyn. Inga underarter finns listade i Catalogue of Life.